# Буковинський державний медичний університет
Буковинський державний медичний університет — один із найбільших закладів вищої освіти м. Чернівці. Це сучасний багатопрофільний заклад вищої медичної освіти, включений до загального реєстру Всесвітньої організації охорони здоров'я, Великої Хартії університетів, Європейської асоціації університету, що здійснює підготовку здобувачів вищої освіти за ступеневою системою освіти.
Становлення і розвиток БДМУ пов'язані з іменами відомих вчених та організаторів. Випускники БДМУ успішно реалізовують себе в медичній, фармацевтичній, економічній, освітній, науковій, соціальній та культурній сферах діяльності. БДМУ пишається своїми випускниками, чимало з яких досягнули значних вершин у професійному та громадському житті.
В університеті здійснюється підготовка здобувачів вищої освіти на початковому, першому (бакалаврському), другому (магістерському) та третьому (освітньо-науковому) рівнях за галузями знань «Охорона здоров'я» («Медицина», «Фармація») та «Біологія» за 24 спеціальностями. Навчання іноземних громадян здійснюється англійською та українською мовами.
Післядипломна підготовка здійснюється в інтернатурі (за 25 спеціальностями), аспірантурі (за 27 спеціальностями), докторантурі (за 6 спеціальностями), клінічній ординатурі (за 14 спеціальностями), на передатестаційних циклах навчання, циклах тематичного удосконалення, спеціалізації та стажування.
В університеті функціонують 49 кафедр у складі 6 факультетів. Університету підпорядковані три медичні коледжі: Чернівецький, Новоселицький та Вашківецький. Функціонують підготовчі відділення до вступу у вищі навчальні заклади для вітчизняних та іноземних громадян.
Навчальний процес підтримується сучасними інформаційно-комунікаційними інтернет-технологіями через сервер дистанційного навчання Moodle, де розміщені електронні навчально-методичні матеріали з усіх дисциплін, які викладаються в університеті, в тому числі англійською мовою. В університеті проводяться он-лайн лекції провідних науковців як з України, так і закордону.
З 2011 року функціонує цифровий репозиторій «Інтелектуальні фонди БДМУ» — інституційний електронний архів, що накопичує документи наукового, освітнього та методичного призначення, створені співробітниками університету, а також надає до них постійний безкоштовний повнотекстовий доступ через мережу «Internet».

## Коротка історична довідка

Меморіальна дошка В. Івасюку на будівлі університету

У 2014 році виповнилося 70 років діяльності Буковинського державного медичного університету, а у 2011 році університет відсвяткував 80-річчя від дня свого заснування як вищого навчального закладу. Так склались обставини, що столичний вищий медичний навчальний заклад — 2-й Київський державний медичний інститут — залишився поза увагою дослідників історії медицини України. Про навчальний заклад немає згадки ні в енциклопедіях, ні в довідниках, і навіть у Національному музеї медицини України. Між іншим, у державному архіві міста Києва міститься «Паспорт 2-го Киевского государственного медицинского института» від грудня 1939 року, а в архівах Київської обласної клінічної лікарні зберігається «Историческая записка к 85-летнему юбилею Первой Советской больницы 1862—1947 годы» (опис № 1, Од. збер. № 19), в яких достатньо висвітлена історія відкриття та діяльності цього вищого медичного навчального закладу, славні традиції якого нині продовжує Буковинський державний медичний університет.
Київський виробничо-медичний інститут (1931—1936)— 2-й Київський державний медичний інститут (1936—1944) — Чернівецький державний медичний інститут (1944—1997) — Буковинська державна медична академія (1997—2005) — Буковинський державний медичний університет (2005) — така коротка історія заснування й розвитку новоствореного в 1931 році вищого навчального закладу та його трансформації в теперішній Буковинський державний медичний університет (БДМУ). Від свого заснування до цього часу навчальний заклад під впливом різних обставин змінював як назву, так і дислокацію, але ніколи не міняв статусу вищого навчального закладу і не переривав свою діяльність із підготовки висококваліфікованих лікарів.

### Київський період діяльності навчального закладу (1931—1944рр.)
У жовтні 1944 року Другий Київський державний медичний інститут був переведений для подальшої своєї роботи в місто Чернівці. Не отримавши нової назви, передислокований у Чернівці столичний інститут півтора місяця продовжує працювати як 2-й Київський державний медичний інститут у місті Чернівці. Тільки наприкінці листопада 1944 року 2-му КДМІ надано назву «Чернівецький державний медичний інститут», і для засвідчення офіційних документів про свою діяльність вручено нову печатку. Так закінчився київський період і розпочався буковинський період діяльності навчального закладу.

## Зміна назв закладу

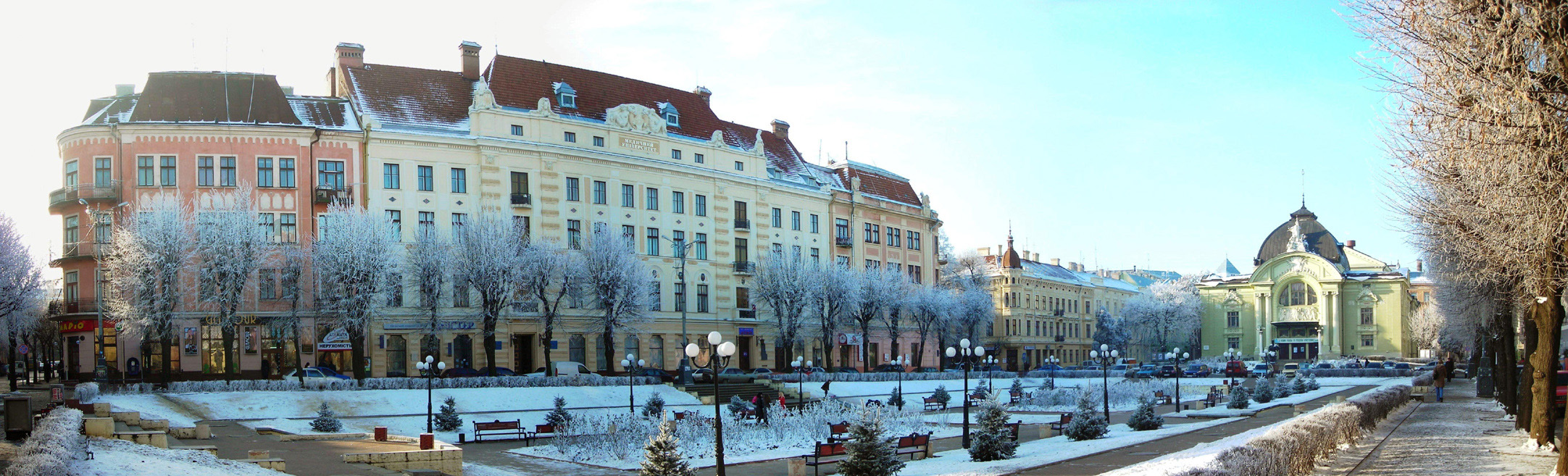
Театральна площа Чернівців, адміністративний корпус БДМУ

Буковинський державний медичний університет (БДМУ) створено шляхом реорганізації Буковинської державної медичної академії на підставі розпорядження КМУ від 02.03.2005 р. № 46-р та наказу МОЗ України від 15.03.2005 р. № 110 «Про реорганізацію Буковинської державної медичної академії». 

Академію (БДМА) створено згідно з Постановою КМУ від 04.04.1997 р. № 312 на базі Чернівецького державного медичного інституту (ЧМІ), який був заснований у 1944 р. та функціонував до квітня 1997 р. Чернівецький державний медичний інститут відкрито 20.10.1944 р. на базі 2-го Київського медичного інституту після його передислокації у місто Чернівці.

## Ректори
Історія Буковини тісно пов'язана з іменами ректорів медичного закладу, відомих професорів — Д. С. Ловлі (1945—1951), М. Б. Маньковского (1951—1954), М. М. Ковальова (1954—1963, О. Д. Юхимця (1963—1974), В. К. Патратія (1974—1993), В. П. Пішака (1993—2010), Т. М. Бойчука (з 2010—2020). В 2021 році заплановані вибори ректора не відбулись [Архівовано 29 листопада 2021 у Wayback Machine.]. О. А. Андрієць виконувала обов'язки (2021—2023). В 2023 році, травень, обрано ректором БДМУ І. В. Геруша

## Рівень акредитації— IV
Рівень акредитації: IV — магістри, III — спеціалісти, II — бакалаври, І — молодші спеціалісти, а також післядипломна освіта

Ліцензія: серія АЕ № 270969 від 12.08.2013 року

Детальніше про ліцензію та напрямки підготовки [Архівовано 21 вересня 2013 у Wayback Machine.]

## Керівництво університету
- Ректор — Геруш Ігор Васильович, кандидат медичних наук, доцент
- Проректор з науково-педагогічної роботи Ходоровський Володимир Михайлович, доцент
- Проректор з науково-педагогічної роботи та міжнародних зв'язків Годованець Оксана Іванівна, д.мед.н., професор
- Проректор з науково-педагогічної та лікувальної роботи Ілащук Тетяна Олександрівна, д.мед.н., професор
- Проректор з науково-педагогічної роботи та виховання Зорій Ніна Іванівна, к.філософ.н., доцент

## Кадровий склад
Кадровий потенціал університету унікальний, у ньому сьогодні працюють професіонали своєї справи, які володіють виключною педагогічною майстерністю: 115 докторів медичних наук та 429 кандидатів медичних наук, серед яких 1 член — кореспондент АПН України, 2 академіки АН ВШУ, 6 академіків УАННП, 9 заслужених лікарів України, 2 заслужені діячі науки, 2 заслужені працівники народної освіти і вищої школи України, 85 професорів, 269 доцентів. 52 співробітників клінічних кафедр БДМУ є обласними позаштатними спеціалістами та консультантами ДОЗ Чернівецької ОДА.

## Навчання громадян іноземних держав
Сьогодні в університеті навчаються 5181 студент, із них 1727 — громадян-іноземців з 32 країн. Навчання іноземних громадян здійснюється з 1994 р., а з 2004 р. — розпочато навчання іноземних студентів англійською мовою.
Кількість іноземних студентів з Індії, Сомалі, Нігерії, Гани, Пакистану, Ефіопії, Судану, Саудівської Аравії, Болгарії, США та інших країн, які навчаються в Буковинському державному медичному університеті, збільшується з року в рік.

## Структура університету

### Факультети
- Факультет медичний № 1 [Архівовано 1 жовтня 2012 у Wayback Machine.] декан к.мед.н., доцент Буряк Олександр Григорович
- Факультет медичний № 2 [Архівовано 6 квітня 2012 у Wayback Machine.] декан к.мед.н, доцент Глубоченко Володимир Григорович
- Факультет медичний № 3 [Архівовано 4 грудня 2011 у Wayback Machine.] декан к.мед.н., професор Савка Іван Григорович
- Факультет медичний № 4 декан д.мед.н., заслужений лікар України, професор Сорокман Таміла Василівна
- Факультет стоматологічний [Архівовано 22 лютого 2012 у Wayback Machine.] декан к.мед.н., заслужений лікар України, професор Білоокий В'ячеслав Васильович
- Фармацевтичний факультет [Архівовано 1 жовтня 2012 у Wayback Machine.] декан к.мед.н., доцент Паліброда Надія Михайлівна
- Навчально-науковий інститут післядипломної освіти [Архівовано 4 грудня 2011 у Wayback Machine.] директор к.мед.н., доцент Бамбуляк Андрій Васильович
- Коледж [Архівовано 23 вересня 2019 у Wayback Machine.] директор к.мед.н., доцент Грачова Тамара Іванівна

### Кафедри та курси
| Кафедра | Вчене звання                       | Завідувач кафедрою               |
| --- | ---------------------------------- | -------------------------------- |
| Акушерства і гінекології [Архівовано 8 квітня 2022 у Wayback Machine.]                                                                | Професор                           | Юзько Олександр Михайлович       |
| Акушерства, гінекології та перинатології [Архівовано 4 грудня 2011 у Wayback Machine.]                                                | Професор                           | Кравченко Олена Вікторівна       |
| Анатомії людини ім. М. Г. Туркевича [Архівовано 21 лютого 2022 у Wayback Machine.]                                                    | Професор                           | Кривецький Віктор Васильович     |
| Анатомії, клінічної анатомії та оперативної хірургії [Архівовано 1 жовтня 2012 у Wayback Machine.]                                    | Професор                           | Слободян Олександр Миколайович   |
| Анестезіології та реаніматології [Архівовано 21 лютого 2022 у Wayback Machine.]                                                       | Професор                           | Коновчук Віктор Миколайович      |
| Біоорганічної і біологічної хімії та клінічної біохімії                                                                               | Доцент                             | Григор'єва Надія Пилипівна       |
| Біологічної фізики та медичної інформатики [Архівовано 21 лютого 2022 у Wayback Machine.]                                             | Професор                           | Федів Володимир Іванович         |
| Внутрішньої медицини | Професор                           | Федів Олександр Іванович         |
| Внутрішньої медицини, клінічної фармакології та професійних хвороб [Архівовано 21 лютого 2022 у Wayback Machine.]                     | Професор                           | Хухліна Оксана Святославівна     |
| Внутрішньої медицини, фізичної реабілітації, спортивної медицини та фізичного виховання [Архівовано 18 січня 2012 у Wayback Machine.] | Професор, заслужений лікар України | Тащук Віктор Корнійович          |
| Гігієни та екології [Архівовано 21 лютого 2022 у Wayback Machine.]                                                                    | Професор                           | Власик Леонід Іванович           |
| Гістології, цитології та ембріології [Архівовано 8 квітня 2022 у Wayback Machine.]                                                    | Професор                           | Цигикало Олександр Віталійович   |
| Дерматовенерології [Архівовано 21 лютого 2022 у Wayback Machine.]                                                                     | Професор                           | Денисенко Ольга Іванівна         |
| Дитячої хірургії та отоларингології [Архівовано 22 грудня 2011 у Wayback Machine.]                                                    | Професор                           | Боднар Олег Борисович            |
| Догляду за хворими та вищої медсестринської освіти [Архівовано 21 лютого 2022 у Wayback Machine.]                                     | Професор                           | Плеш Ігор Антонович              |
| Загальної хірургії [Архівовано 21 лютого 2022 у Wayback Machine.]                                                                     | Професор                           | Польовий Віктор Павлович         |
| Іноземних мов [Архівовано 22 грудня 2011 у Wayback Machine.]                                                                          | Доцент                             | Рак Олександр Михайлович         |
| Інфекційних хвороб та епідеміології [Архівовано 1 жовтня 2012 у Wayback Machine.]                                                     | Професор                           | Москалюк Василь Деонізійович     |
| Клінічної імунології, алергології та ендокринології [Архівовано 1 жовтня 2012 у Wayback Machine.]                                     | Професор                           | Пашковська Наталія Вікторівна    |
| Медицини катастроф та військової медицини [Архівовано 21 лютого 2022 у Wayback Machine.]                                              | Доцент                             | Бірюк Ігор Григорович            |
| Медичної біології та генетики [Архівовано 21 лютого 2022 у Wayback Machine.]                                                          | Професор                           | Булик Роман Євгенович            |
| Медичної та фармацевтичної хімії [Архівовано 21 лютого 2022 у Wayback Machine.]                                                       | Професор                           | Братенко Михайло Калінінович     |
| Мікробіології та вірусології [Архівовано 21 лютого 2022 у Wayback Machine.]                                                           | Професор                           | Дейнека Святослав Євгенович      |
| Нервових хвороб, психіатрії та медичної психології ім. С. М. Савенка [Архівовано 22 грудня 2011 у Wayback Machine.]                   | Професор                           | Пашковський Валерій Мелентійович |
| Онкології та радіології [Архівовано 22 грудня 2011 у Wayback Machine.]                                                                | Доцент                             | Бодяка Володимир Юрійович        |
| Ортопедичної стоматології [Архівовано 21 лютого 2022 у Wayback Machine.]                                                              | Професор                           | Бєліков Олександр Борисович      |
| Офтальмології ім. Б. Л. Радзіховського [Архівовано 21 лютого 2022 у Wayback Machine.]                                                 | Професор                           | Пенішкевіч Ярослав Іванович      |
| Патологічної фізіології [Архівовано 13 січня 2012 у Wayback Machine.]                                                                 | Професор                           | Роговий Юрій Євгенович           |
| Патологічної анатомії [Архівовано 21 лютого 2022 у Wayback Machine.]                                                                  | Професор                           | Давиденко Ігор Святославович     |
| Педіатрії, неонатології та перинатальної медицини [Архівовано 2 березня 2022 у Wayback Machine.]                                      | Професор                           | Нечитайло Юрій Миколайович       |
| Педіатрії та дитячих інфекційних хвороб [Архівовано 22 грудня 2011 у Wayback Machine.]                                                | Професор                           | Колоскова Олена Костянтинівна    |
| Педіатрії та медичної генетики [Архівовано 4 грудня 2011 у Wayback Machine.]                                                          | Професор                           | Сокольник Сніжана Василівна      |
| Пропедевтики внутрішніх хвороб [Архівовано 1 жовтня 2012 у Wayback Machine.]                                                          | Професор                           | Ілащук Тетяна Олександрівна      |
| Психології та філософії [Архівовано 21 лютого 2022 у Wayback Machine.]                                                                | Професор                           | Борисюк Алла Степанівна          |
| Сімейної медицини [Архівовано 22 грудня 2011 у Wayback Machine.]                                                                      | Професор                           | Сидорчук Лариса Петрівна         |
| Соціальної медицини та організації охорони здоров'я [Архівовано 21 лютого 2022 у Wayback Machine.]                                    | Доцент                             | Навчук Ігор Васильович           |
| Стоматології дитячого віку [Архівовано 21 лютого 2022 у Wayback Machine.]                                                             | Професор                           | Годованець Оксана Іванівна       |
| Судової медицини та медичного правознавства [Архівовано 21 лютого 2022 у Wayback Machine.]                                            | Професор, заслужений лікар України | Бачинський Віктор Теодосійович   |
| Суспільних наук та українознавства [Архівовано 21 лютого 2022 у Wayback Machine.]                                                     | Професор                           | Мойсей Антоній Аркадійович       |
| Терапевтичної стоматології [Архівовано 21 лютого 2022 у Wayback Machine.]                                                             | Доцент, заслужений лікар України   | Батіг Віктор Маркиянович         |
| Травматології та ортопедії [Архівовано 21 лютого 2022 у Wayback Machine.]                                                             | Професор                           | Васюк Володимир Леонідович       |
| Урології та нейрохірургії [Архівовано 21 лютого 2022 у Wayback Machine.]                                                              | Професор, заслужений лікар України | Федорук Олександр Степанович     |
| Фармакології [Архівовано 27 березня 2013 у Wayback Machine.]                                                                          | Професор                           | Заморський Ігор Іванович         |
| Фармацевтичної ботаніки та фармакогнозії [Архівовано 7 березня 2022 у Wayback Machine.]                                               | Професор                           | Захарчук Олександр Іванович      |
| Фармації [Архівовано 22 грудня 2011 у Wayback Machine.]                                                                               | доцент                             | Геруш Олег Васильович            |
| Фізіології імені Я. Д. Кіршенблата [Архівовано 21 лютого 2022 у Wayback Machine.]                                                     | Професор                           | Ткачук Світлана Сергіївна        |
| Фтизіатрії та пульмонології [Архівовано 21 лютого 2022 у Wayback Machine.]                                                            | Професор                           | Тодоріко Лілія Дмитрівна         |
| Хірургії [Архівовано 17 січня 2012 у Wayback Machine.]                                                                                | Професор, заслужений лікар України | Полянський Ігор Юлійович         |
| Хірургії № 2 [Архівовано 21 лютого 2022 у Wayback Machine.]                                                                           | Професор, заслужений лікар України | Шкварковський Ігор Володимирович |
| Хірургічної стоматології та щелепно-лицевої хірургії [Архівовано 21 лютого 2022 у Wayback Machine.]                                   | Професор                           | Кузняк Наталія Богданівна        |
| Курс (вони є частиною відповідних кафедр)                                                                                             | Вчене звання                       | Завідувач курсу                  |
| ЛОР-хвороб | Доцент                             | Плаксивий Олександр Григорович   |
| Фізичного виховання та здоров'я | Старший викладач                   | Куліш Наталія Миколаївна         |

### Підрозділи
До складу Університету входять:
Навчальні, навчально-виховні та навчально-допоміжні підрозділи:
- навчальний відділ з інформаційно-аналітичним сектором;
- навчально-методичний кабінет;
- студентська канцелярія;
- відділ виробничої практики;
- відділ міжнародних зв'язків;
- редакційно-видавничий відділ;
- історико-медичний музей університету.

Наукові підрозділи:
- науково-лікувальний відділ [Архівовано 5 травня 2022 у Wayback Machine.] з сектором інноваційного розвитку;
- відділ докторантури, аспірантури, магістратури та клінічної ординатури;
- відділ метрологічного та технічного забезпечення;
- наукові-дослідні лабораторії (22);
- віварій.

Адміністративно-господарські підрозділи:
- ректорат;
- відділ кадрів;
- планово-економічний відділ;
- бухгалтерія;
- канцелярія;
- архів;
- штаб цивільної оборони;
- служба охорони праці;
- юридична служба;
- господарська частина з відділами головного енергетика, головного механіка, матеріально-технічного постачання, господарським двором;
- навчальні корпуси (13);
- гуртожитки (5).

Інші підрозділи Університету:
- палац культури і відпочинку «Академічний»;
- база відпочинку у с. Репужинці Заставнівського району Чернівецької обл.

При окремих кафедрах функціонують підрозділи:
- медико-психологічний центр [Архівовано 8 квітня 2022 у Wayback Machine.] (при кафедрі нервових хвороб, психіатрії та медичної психології ім. С. М. Савенка);
- спортивний клуб (при кафедрі медицини катастроф, військової медицини з курсом фізичного виховання та здоров'я);
- навчально-методичний центр реанімації новонароджених та сучасних перинатальних технологій (при кафедрі акушерства, гінекології та перинатології).

### Навчально-оздоровчий комплекс в Репужинцях
На березі річки Дністер біля села Репужинці Заставнівського району Чернівецької обл. (70 км від міста Чернівці) облаштований спортивно-оздоровчий табір для студентів та співробітників університету на 250 відпочиваючих.
Оздоровчий табір заснований в 1958 році з ініціативи тодішнього завідувача кафедри фізичного виховання Костянтина Володимировича Миронова. Вперше табір прийняв на відпочинок студентів і співробітників тодішнього Чернівецького медінституту в 1958 році. Розміщувались відпочиваючі тільки в наметах, наданих військовою частиною, із якою медінститут підтримував тісні шефські зв'язки. Лише їдальня знаходилася в дерев'яному будинку.
На початку 60-х років з ініціативи ректора інституту О. Д. Юхимця були побудовані для відпочиваючих різного типу цегляні та дерев'яні котеджі, павільйони для настільних ігор, літній театр, спортивні майданчики. В 60-х роках у таборі інституту любив відпочивати відомий сатирик Народний артист СРСР Аркадій Райкін.
На даний час база відпочинку «Здоров'я», на річці Дністер, з відреставрованими, капітально відремонтованими, оснащеними сучасними меблями котеджами гостинно приймають відвідувачів — гостів, студентів та співробітників університету.
Традиційно на базі відпочинку «Здоров'я» медико-психологічним центром Буковинського державного медичного університету проводяться психологічні інтенсиви, які запрошують всіх бажаючих. На інтенсивах представлені найкращі українські та закордонні тренери, різноманітні напрямки психотерапії, тренінги, психологічні ігри, майстер-класи; перевірена можливість знайти друзів, колег та партнерів, цікаве та веселе дозвілля.

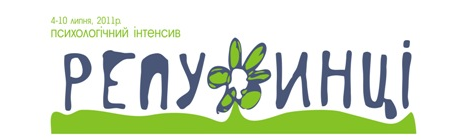
База відпочинку студентів с. Репуженці

Сайт навчально-оздоровчого комплексу в с. Репужинці [Архівовано 1 січня 2013 у Wayback Machine.]

## Організація навчального процесу
Основною метою навчально-методичної роботи в університеті є створення умов, що сприяють підвищенню ефективності та якості навчального процесу. Управління навчальною та методичною роботою здійснює навчальний відділ університету [Архівовано 7 квітня 2011 у Wayback Machine.]. Методична робота в університеті являє собою комплекс заходів, спрямованих на:
 — забезпечення навчального процесу навчально-методичною документацією;
 — підвищення педагогічної майстерності викладачів, вдосконалення аудиторної і самостійної роботи студентів;
 — поліпшення всіх форм, видів і методів навчальної роботи в університеті з урахуванням стану і перспектив розвитку медичних організацій та установ для яких університет готує фахівців.

Дисципліни, курси в університеті викладаються відповідно до робочих навчальних програм з дисциплін. Зміст робочих програм відповідає вимогам освітньо-професійних програмам та типовим навчальним програмам, які затверджені центральною методичною комісією з вищої медичної освіти МОЗ України. Сформовані програми забезпечують системний підхід, в процесі якого кожна дисципліна вивчається не як самостійна і незалежна, а як частина системи, спрямованої на підготовку спеціаліста певного профілю. У навчальний процес впроваджені наскрізні програми засвоєння практичних навичок з усіх дисциплін. Система підготовки спеціалістів в університеті відповідає вимогам діючих галузевих стандартів вищої освіти. Враховуючи професійно-діяльний принцип організації навчання в університеті, велику роль відіграє наявність, створення і тиражування підручників, методичних вказівок і навчальних посібників. На кафедрах підготовлені і видані методичні вказівки для практичних занять та самостійної підготовки студентів з алгоритмами послідовного оволодіння практичними навичками, знаннями, вміннями, навчальні та навчально-методичні посібники.
Навчання в Буковинському державному медичному університеті здійснюється за кредитно-модульною системою, відповідно до вимог Болонського процесу. Кредитно-модульна система оцінки знань і навичок студентів застосовується впродовж 6 років. В університеті функціонує обов'язкова система контролю підготовки студентів та якості навчання (атестація з тестовим початового та вихідного рівнів, рейтинговим контролем). Вона включає: щоденний (тестовий, усний, письмовий, комп'ютерний) контроль підготовки студентів академічної групи на кожному занятті (100 %); рубіжний контроль засвоєння окремих розділів програми; атестація студентів кожного місяця з початку кожного семестру з визначенням середньої (рейтингової) оцінки з кожної дисципліни; заключний залік (іспит) контролю підготовки. Обов'язковим елементом навчання на клінічних кафедрах та проведення на них іспитів оцінка опанування практичних навичок та вирішення ситуаційних задач, яке розцінюється як алгоритм діяльності лікаря для конкретної, визначеної ситуації і конкретної хворої людини. На кафедрах університету складені пакети програм, набори тестів та питань різної складності, які застосовуються на різних етапах контролю підготовки студентів які для зручності вивчення розмішені на сервері дистанційного навчання середовища «MOODLE». [Архівовано 3 липня 2011 у Wayback Machine.]

## Наукова діяльність

### Наукові видання
- Буковинський медичний вісник [Архівовано 9 листопада 2010 у Wayback Machine.]

Проблематика — пропаганда досягнень медичної науки України в галузях фундаментальних наук, внутрішніх, дитячих і хірургічних хвороб, акушерства та гінекології, організації охорони здоров'я.
Адреса в науковій періодиці України — http://www.nbuv.gov.ua/portal/Chem_Biol/BMV/index.html [Архівовано 16 січня 2013 у Wayback Machine.]

### Наукові школи
Терапевтична школа

Педіатрична школа

Хірургічна школа

Фармацевтична школа

### Видатні науковці університету
- Радзіховський Борис Леонідович — офтальмолог, професор Чернівецького медичного інституту з 1945 року.
- Роман Лев — професор, керівник кафедри шпитальної хірургії.
- Савенко Сергій — невролог, професор університету від 1945 року.

## Лікувально-профілактична робота
Для проведення всіх видів практичного навчання використовуються кабінети та лабораторії університету, а також лікувально-профілактичні установи та санітарно-епідеміологічні станції міста та області.
Потужний потенціал професорсько-викладацького складу клінічних кафедр становлять 61 докторів медичних наук, 246 кандидатів медичних наук, 17 заслужених лікарів України.52 співробітників клінічних кафедр БДМУ є обласними позаштатними спеціалістами та консультантами ДОЗ Чернівецької ОДА.
Клінічні кафедри БДМУ розташовані на 33 клінічних базах: 17 лікувальних закладів обласного підпорядкування та 10 — міського підпорядкування. Професорами та доцентами згідно з графіком проводяться клінічні обходи хворих, консультативні прийоми в поліклініках та огляди хворих у стаціонарах лікувально-профілактичних закладів. Виконується великий обсяг організаційно-методичної роботи: виїзди у районні лікувально-профілактичні заклади, рецензії історій хвороб, робота в експертних та атестаційних комісіях, проведення конференцій та ін. Значна лікувально-профілактична робота здійснюється викладачами клінічних кафедр під час літньої виробничої практики. Лікувально-консультативна робота, яку проводять співробітники клінічних кафедр в системі практичної охорони здоров'я Буковини, є різноманітною і багатоплановою. Крім консультативної роботи, до неї належить проведення заходів з підвищення кваліфікації лікарів практичної охорони здоров'я по всім спрямуванням — проведення ТУ, ПАЦів, лекцій з актуальних проблем, організація і проведення науково-практичних конференцій, випуск методичних рекомендацій, експертна оцінка в веденні хворих тощо. Важливим розділом спільної лікувально-профілактичної роботи клініцистів університету та лікарів практичної охорони здоров'я є консультативна та науково-методична робота у лікувально-профілактичних закладах охорони здоров'я. Вона систематично проводиться у базових та позабазових установах, у поліклініках міста та області.
Для виробничої практики студентами медичних факультетів використовуються понад 30 установ, зокрема такі бази, як військовий госпіталь в/ч А1028, СЕС Львівської залізниці, Чернівецька обласна клінічна лікарня, Чернівецька обласна дитяча клінічна лікарня № 1, Чернівецька обласна дитяча клінічна лікарня № 2, Лікарня швидкої медичної допомоги м. Чернівці, міська дитяча клінічна лікарня, пологові будинки № 1 та № 2 м. Чернівці, міські поліклініки № 1, № 2 тощо. Частина студентів проходить практику за місцем проживання.
Для поглибленого засвоєння матеріалу з питань профільної патології поряд з роботою в базових відділеннях студентам надається можливість поглиблювати практичні навички в спеціалізованих відділеннях педіатричного, терапевтичного та хірургічного спрямування, що розташовані в базових клінічних закладах (травмпункт, травматологічне відділення, нейрохірургічне відділення, відділення анестезіології та реаніматології, неврологічне, ендокринологічне). Сучасні інструментальні методи обстеження хворих опановуються студентами в спеціалізованих відділеннях (рентгенологічному, ендоскопічному, кабінеті УЗД) та на базі обласного медичного діагностичного центру м. Чернівці.

## Міжнародна діяльність
Буковинський державний медичний університет займає визначне місце на Європейській арені. На сьогодні БДМУ є визнаним членом Міжнародної Асоціації Університетів, Всесвітньої організації охорони здоров'я, Асоціації Університетів Карпатського Регіону та Європейської Асоціації Університетів «Велика Хартія».
Міжнародною діяльністю університету займається відділ міжнародних зв'язків [Архівовано 24 червня 2011 у Wayback Machine.], який був створений 29 жовтня 2003 року наказом ректора на підставі відповідних директивних документів Міністерства охорони здоров'я України. Роботу міжнародного відділу курує проректор з наукової роботи та міжнародних зв'язків, професор Іващук Олександр Іванович. Діяльність ВМЗ спрямована на розвиток, розширення та зміцнення міжнародних зв'язків і авторитету БДМУ в світовому співтоваристві.
Міжнародне співробітництво постійно вдосконалюється. Буковинський державний медичний університет співпрацює з: Klagenfurt Hospital (Австрія), Білоруським державним медичним університетом, м. Мінськ, Гродненським державним медичним університетом, Вітебським державним медичним університетом (Білорусь), Карловим університетом, Прага (Чехія), University of Montpellier (Франція), University of Lübeck, Karl-Garus University of Technology, Дрезден, Humboldt University, Берлін, University of Konstanz, University of Cologne, Кельнський університет, Liverpool John Moores University (Велика Британія), Акмолинською державною медичною академією (Казахстан), Педагогічним державним університетом, Кишинів, Державним медичним і фармацевтичним університетом «Миколу Тестеміцану», Кишинів, «Штефан чел Маре» Університетом, Сучава, Придністровським державним університетом "T.Г. Шевченка ", Тирасполь (Молдова), державним університетом ім. Ломоносова, м. Москва, Російським державним медичним університетом, м. Москва, Російським Університетом дружби народів, Москва, Санкт-Петербурзьким інститутом біорегуляції і геронтології, державною медичною академією ім. Бурденка, Московською Медичною Академією ім. Сеченова, Уральською державною медичною академією, Єкатеринбург (Росія), Medical University, Варшава, University Collegium Medicum im. Ludwika Rydygiera, Бидгощ, University of Zheshov, Jagiellonian University, Краков, University of Medical Sciences, Познань, Medical University, Люблін (Польща), «1 December 1918» University, Alba Iulia, University «Babeş-Bolyai», Cluj-Napoca, University of Medicine and Pharmacy «Victor Babes», Timisoara (Румунія), Alexander Dubcek University, Trencin, Pavol Jozef Šafárik University, Košice (Словаччина), Ängelholm Hospital (Швеція), University of Lucerne (Швейцарія), Neurological Hospital, Munsterlingen USA Utah Valley State University, University of the State of New-York, Olbani, King's University School of Medicine, Solomon Islands, «MEDU International, Inc.» Palo Alto, California (США).
Подорожі з бакалаврів, магістратурів та аспірантів забезпечуються Асоціацією «Druzi» (Франція) та Центром міжнародних відносин, штат Каліфорнія (США). Щороку студенти, молоді лікарі та вчені університету беруть участь в міжнародних медичних конференціях, конгресах, симпозіумах та форумах в містах Польщі, США, Росії, Німеччини, Австрії, Швеції та ін.
Кількість іноземних студентів з Індії, Сомалі, Нігерії, Гани, Пакистану, Ефіопії, Судану, Саудівської Аравії, Болгарії, США та інших країн, які навчаються в Буковинському державному медичному університеті, збільшується з року в рік.
В даний час відділ міжнародних зв'язків активно продовжує свою роботу в сфері укладання співробітництва, обміну інформацією та досвідом з провідними світовими університетами, сприяння інтеграції української медичної науки в світовий науковий простір.
На сайті inter.bsmu.edu.ua розміщена актуальна інформація про конференції, стажування, літні школи, стипендії та наукові програми для студентів, аспірантів та викладачів університету.

### Міжнародне визнання
Буковинський державний медичний університет займає гідне місце на європейському рівні. В наш час[коли?] він є визнаним членом Міжнародної Асоціації освітніх університетів (IAEU), Всесвітньої організації охорони здоров'я (ВООЗ), Асоціації університетів Карпатського регіону (ACRU) і Великої Хартії Університетів. За активне впровадження у навчально-виховний процес педагогічних новацій та нових освітніх технологій у березні 2000 року Міністерством освіти і науки України навчальний заклад нагороджений Дипломом Третьої міжнародної виставки навчальних закладів «Сучасна освіта в Україні — 2000». У серпні 2001 року навчальний заклад як лауреат у номінації «10 років незалежності України» нагороджений Дипломом «Міжнародний Академічний Рейтинг популярності та якості Золота Фортуна». У жовтні 2001 року Міністерством охорони здоров'я України навчальний заклад нагороджений Дипломом за ІІІ місце в номінації «Наукова діяльність» у державному рейтингу вищих медичних (фармацевтичних) навчальних закладів ІІІ-IV рівнів акредитації у 2000/2001 навчальному році.
Університет співпрацює з 63 навчальними закладами та науковцями Австрії, Німеччини, США, Канади, Швеції, Голландії, Франції, Румунії, Росії, Болгарії, Польщі, Нідерландів, Великої Британії та ін.
В університеті проводиться підготовка лікарів для країн ближнього й далекого зарубіжжя. Сьогодні в університеті навчаються 3058 студентів, із них понад 476 — громадян-іноземців з 22 країн. Навчання іноземних громадян здійснюється з 1994 р., а з 2004 р. — розпочато навчання іноземних студентів англійською мовою.

## Корпуси та капмуси
Університет має 13 навчальних корпусів, сучасну бібліотеку, університетський стоматологічний центр, навчально-виробничу аптеку, спортивний комплекс, палац культури і відпочинку «Академічний», базу відпочинку «Здоров‘я». Клінічні кафедри базуються у 27 лікувально-профілактичних та аптечних установах м. Чернівці, що забезпечені сучасним обладнанням. Навчальні лабораторії і кабінети, їх обладнання відповідають сучасному рівню, забезпечені необхідними меблями, технічними засобами в обсягах та кількості, які відповідають вимогам щодо організації навчального процесу, наукової, лікувально-консультативної роботи.

## Матеріально-технічна база
Матеріально-технічна база університету дозволяє здійснювати освітній процес, наукову і лікувальну роботу на сучасному рівні згідно з вимогами стандартів підготовки фахівців та надання медичної допомоги. Університет має 15 навчальних корпусів, клінічні кафедри базуються у 33 лікувально-профілактичних установах м. Чернівці, які забезпечені сучасним обладнанням.
Загальна площа приміщень становить 65553 м2, а площа навчальних приміщень для проведення освітнього процесу — 26694 м2.
Навчальні аудиторії забезпечені відповідною кількістю меблів, дошками та іншим необхідним обладнанням. Навчальні приміщення, в яких проводиться підготовка здобувачів вищої освіти, відповідають існуючим будівельним та санітарним нормам, вимогам правил безпеки, існуючим нормам з охорони праці. Робочі місця науково-педагогічного та допоміжного персоналу обладнані сучасними меблями, комп'ютерами, оргтехнікою та іншим необхідним інвентарем.
У навчальних приміщеннях є значна кількість обладнання для забезпечення наочності викладання дисциплін, серед яких і анатомічні моделі, вологі препарати, муляжі, манекени, імітатори, тренажери та симулятори, лікувальне-діагностичне обладнання (мікроскопи, біохімічні аналізатори, апарати для УЗ-діагностики, рентгенодіагностики, ЕКГ- та ЕхоКГ-діагностики, функціональної діагностики, ендоскопії тощо).
З метою забезпечення якісної практичної підготовки здобувачів вищої освіти галузі знань 22 Охорона здоров'я в університеті створений навчально-тренінговий центр симуляційної медицини загальною площею 800 м2, який обладнано сучасними навчальними манекенами та роботами-симуляторами.
З метою удосконалення підготовки майбутніх лікарів-стоматологів у створено сучасний стоматологічний фантомний клас, в якому облаштовано 14 робочих місць лікаря, які обладнані мікромотором, мікромоторним та турбінним наконечниками, фотополімерною лампою, системою чистої води, стоматологічним світильником, ергономічним стільцем та монітором.
В університеті є близько 300 одиниць мультимедійного обладнання, у тому числі близько 130 мультимедійних проекторів та 80 рідкокристалічних телевізорів, 7 інтерактивних дошок. Забезпеченість мультимедійним обладнанням для одночасного використання в навчальних аудиторіях становить понад 63,6 %.
В освітньому процесі на кафедрах широко використовується комп'ютерна техніка. В університеті функціонують 17 комп'ютерних класів, які використовуються для викладання дисциплін, проведення практичних занять, тестування, вивчення електронних навчальних посібників та підручників, трансляції on-line хірургічних втручань і т. д. В університеті налічується майже 1100 комп'ютерів.
В університеті функціонує палац «Академічний» на 700 місць, в якому створені чудові умови для проведення різнопланових студентських вечорів, мистецьких заходів, творчих зустрічей, занять у гуртках художньої самодіяльності. Університет має історико-медичний музей, який знаходиться у будівлі палацу «Академічний».
У БДМУ створено всі умови для занять спортом та оздоровлення студентів. Спорткомплекс БДМУ включає 9 спеціалізованих спортивних залів загальною площею понад 1000 м2. Працюють спортивно-оздоровчі секції для студентів, викладачів та співробітників з волейболу, баскетболу, настільного тенісу, шахів, туризму, легкої атлетики, атлетизму, боротьби дзюдо, самбо, гімнастики-каланетик, аеробіки. Влітку студенти відпочивають в літньому спортивно-оздоровчому таборі с. Репужинці Заставнівського району Чернівецької області, де проводяться розважально-спортивні змагання і тематичні свята.
В університеті функціонує 8 гуртожитків, які розраховані на 2812 ліжко-місць. Вони укомплектовані необхідними меблями, м'яким інвентарем, душовими, пральнями, кімнатами гігієни тощо.

## Студентське самоврядування
В Університеті створюються і діють органи студентського
самоврядування у формі студентських бюро курсів, студентських деканатів факультетів, студентських рад гуртожитків, студентської ради Університету.
Рішення органів студентського самоврядування мають дорадчий характер.
Вищим органом студентського самоврядування в БДМУ є конференція студентів Університету. На конференцію обирається один делегат від 12 студентів.
Конференція студентів:
- ухвалює Положення про студентське самоврядування;
- обирає виконавчий орган — студентську раду Університету та заслуховує звіт про її діяльність;
- визначає структуру, повноваження та порядок обрання студентської ради Університету, термін її повноважень.

У своїй діяльності студентська рада Університету керується законодавством, рішеннями Міністерства освіти і науки та Міністерства охорони здоров'я України, Статутом БДМУ.
Студентське самоврядування в БДМУ здійснюється на рівні студентської групи, курсу, факультету, гуртожитку, університету.
Основними завданнями органів студентського самоврядування є:
- забезпечення і захист прав та інтересів студентів, зокрема, стосовно організації навчального процесу;
- забезпечення виконання студентами своїх обов'язків;
- сприяння навчальній, науковій та творчій діяльності студентів;
- сприяння створенню відповідних умов для проживання і відпочинку студентів;
- сприяння діяльності студентських гуртків, товариств, об'єднань, клубів за інтересами;
- організація співробітництва зі студентами інших вищих навчальних закладів і молодіжними організаціями;
- сприяння працевлаштуванню випускників;
- участь у вирішенні питань міжнародного обміну студентами;
- сприяння проведенню серед студентів соціологічних досліджень.

### Студентське наукове товариство
СНТ

Студентське наукове товариство (СНТ) було створене більше ніж 60 років тому, через декілька років після створення Чернівецького медичного інституту (нині Буковинський державний медичний університет). Із самого початку товариство було організацією на громадських засадах, яка планує та здійснює свою роботу під керівництвом наукового відділу університету. Наукове товариство ще з днів свого заснування проводило роботу в наступних напрямках:
- сприяння організації студентських наукових гуртків;
- всебічна підтримка наукової діяльності студентів та забезпечення підвищення рівня досліджень;
- залучення студентів до безпосередньої участі в науково-дослідній роботі на кафедрах університету;
- участь у організації та проведенні наукових форумів і з'їздів, науково-практичних конференцій та симпозіумів, студентських предметних олімпіад і конкурсів, а також семінарів і виставок;
- встановлення міжнародних зв'язків, налагодження співпраці з навчальними та науково-дослідними установами, громадськими та державними організаціями України та інших країн.

Другий розквіт наукового товариства припадає на дев'яності, і зумовлений розвитком демократії в країні.
Діяльність товариства завжди координували найкращі викладачі університету.
З 1995 по 2001 рік Раду молодих учених і роботу СНТ очолював кандидат медичних наук, доцент кафедри медичної біології та генетики Бойчук Тарас Миколайович.
Впродовж 2001—2008 років головою Ради молодих учених і науковим керівником СНТ був доктор медичних наук, професор, завідувач кафедри фармакології Заморський Ігор Іванович.
У 2008 році ці обов'язки виконувала доктор медичних наук, професор кафедри кардіології, реабілітації, лікувальної фізкультури та спортивної медицини Ілащук Тетяна Олександрівна.
2009 року координацію роботи СНТ та молодих науковців здійснює кандидат медичних наук, доцент кафедри медичної біології генетики та гістології Федонюк Лариса Ярославівна.
За час своєї діяльності СНТ БДМУ гідно представляло університет на наукових заходах не тільки в Україні, а й далеко за її межами.
Вінцем організаційної діяльності Ради СНТ та щоденної напруженої роботи студентів-гуртківців є підсумкова наукова конференція. Вона пройшла довгий шлях від звичайного щорічного форуму студентів та молодих вчених університету, спочатку до всеукраїнської студентської конференції з міжнародною участю, а згодом (з 2004 року) до конференції міжнародного рівня. У 2009 році конференція вперше включена до реєстру наукових з'їздів, конгресів, симпозіумів і науково-практичних конференцій.
Розширилась не тільки географія конференції, яка налічує сьогодні 23 країни, але і її тематика: з медичної конференція переросла у медико-фармацевтичну. Проведення заходу передбачає роботу 37-ти секцій теоретичного та клінічного спрямувань, на яких заслуховуються результати досліджень молодих науковців, розглядаються актуальні та перспективні проблеми сучасної медицини. Підсумки конференції підводяться на пленарному засіданні, яке, вже традиційно, відбувається в ошатній залі палацу «Академічний».
Найактивніші учасники СНТ та Ради молодих вчених БДМУ виступають організаторами наукового форуму BIMCO (Буковинська міжнародна медична конференція, з 2013 року — Буковинський міжнародний медичний конгрес).
У 2018 році у BIMCO взяли участь 1556 учасників з 75 навчальних закладів з 23 країн. Відбулося 37 клінічних майстеркласів та воркшопів.
СНТ Буковинського державного медичного університету з упевненістю дивиться у майбутнє, ми віримо що зроблене нами допомагатиме студентам і молодим науковцям реалізувати свій потенціал, допоможе досягнути поставленої мети, закладе хороший фундамент для майбутніх звершень.

## Спорт, дозвілля, відпочинок
Фізичне виховання та формування здорового способу життя здійснюється в університеті відповідно до Цільової комплексної програми «Фізичне виховання — здоров'я нації».
З метою формування здорового способу життя в 2006 році затверджено заходи Буковинського державного медичного університету щодо профілактики наркоманій і токсикоманій, де визначені терміни запровадження в навчально-виховний процес програми з пропаганди здорового способу життя та профілактики наркоманій та токсикоманій; наставниками академічних груп першого курсу систематично висвітлюються питання щодо запобігання вживання наркотичних речовин та їх шкідливий вплив на психічний і соматичний стан людини.
Впродовж навчального року проводяться спортивні змагання з основних видів спорту до Дня фізкультурника України, традиційні спартакіади курсів, міжкурсові змагання, першість серед факультетів і гуртожитків. На спортивній базі університету проводяться міські та обласні змагання різного рівня — першість міста та області з волейболу та баскетболу. Викладачі фізичного виховання проводять тренувальну роботу зі збірними командами університету з баскетболу, волейболу, настільного тенісу, боротьби, легкої атлетики. В університеті створені умови для відпочинку, проведення реабілітаційних та професійно-прикладних занять в режимі робочого дня, профілактичних занять фізкультурно-спортивного спрямування, в тому числі організації спортивно-оздоровчого туризму. На базі кафедри медицини катастроф та військової медицини працюють спортивно-оздоровчі секції для студентів, викладачів та співробітників з волейболу, баскетболу, настільного тенісу, шахів, туризму, легкої атлетики, атлетизму, боротьби дзюдо, самбо, гімнастики-каланетик, аеробіки. Влітку студенти відпочивають в літньому спортивно-оздоровчому таборі с. Репужинці Заставнівського району Чернівецької області, де проводяться розважально-спортивні змагання і тематичні свята.

## Палац «Академічний»
м. Чернівці, вул. Шіллера, 11

В будинку, який передано місцевою владою для БДМУ, розмістився палац «Академічний» на 700 місць, в якому створені чудові умови для проведення різнопланових студентських вечорів, мистецьких заходів, творчих зустрічей, занять у гуртках художньої самодіяльності. Університет має чудовий історико-медичний музей, який знаходиться у будівлі палацу «Академічний».

### Історико-медичний музей
Музей заснований у 1968 році. Розпочинав свою роботу з невеликої експозиції, присвяченої 25-річчю діяльності Чернівецького державного медичного інституту на Буковині. Експозиція розміщалась у малій конференц-залі адміністративно-навчального корпусу (Театральна площа, 2). Працював музей-кімната на громадських засадах під керівництвом доцента кафедри організації охорони здоров'я Бориса Яковича Дробніса до 1982 року. У 1987 році музей поновлює роботу уже як штатний підрозділ медінституту і працює під керівництвом доцента кафедри анатомії Григорія Григоровича Фішера до 1992 року. Для розміщення музею була виділена спеціальна зала в реконструйованому корпусі кафедри медичної біології та генетики по вул. Ю.Федьковича. У 1992—1993 рр. обов'язки завідувача музею виконувала за сумісництвом старший лаборант цієї кафедри Наталія Олександрівна Височина.
В 1993 році на посаду директора музею призначений асистент кафедри соціальної медицини і ООЗ В. І. Білоус. У зв'язку з підготовкою до 50-річчя діяльності Чернівецького медінституту на Буковині була створена нова постійно діюча експозиція музею, яка відображала лише початки становлення та діяльності Другого Київського державного медичного інституту (2КДМІ) після його передислокації в жовтні 1944 року в м. Чернівці. Частина експозиції була присвячена видатним науковцям інституту і його славним випускникам. Від 1995 року вперше почалося досконале вивчення історії заснування та діяльності Чернівецького медінституту за документами Державного архіву України, Державного архіву м. Києва, та Державного архіву Чернівецької області.
Зібрані упродовж 1995—1998 років численні та цікаві історичні документи, предмети, фотографії потребували більшої площі для їх розміщення і демонстрації відвідувачам. Тому у 1998 році для розміщення музею були виділені три зали загальною площею понад 300 кв.м. у студентському гуртожитку № 5. У 1999 році в штат музею введені науковий співробітник (0,75 ставки) і лаборант (0,25 ставки), прибиральниця. Після закінчення реставрації та ремонту переданого Буковинській державній медичній академії палацу «Академічний», музей восени 2004 року був переведений і розміщений в приміщеннях цокольного поверху будівлі палацу. Від 2004 року музей має 5 залів загальною площею 320 м² і допоміжні приміщення, комп'ютер та аудіо- і відеотехніку. Виділені приміщення та матеріально-технічне оснащення дозволяють створити належні умови для збереження, вивчення й експонування музейної колекції. Науково-методичне забезпечення музей отримує від Чернівецького краєзнавчого музею. Музей включений і від 2002 р. є членом Європейської асоціації музеїв історії медицини та фармації. Створена і діє Рада музею. Щорічно музей відвідують понад 5 000 осіб — студенти, школярі, гості університету, учасники наукових конференцій, випускники університету під час своїх зустрічей, мешканці та гості міста.
Музей працює щоденно від 9.00 до 17.00. Вихідні дні: субота, неділя. Екскурсії за заявками проводяться в усі дні тижня.

### Студії та гуртки
Напрямки роботи зі студентами в студіях і гуртках різнобічні: проводяться лекції, семінари, лекторії, «круглі столи», диспути, зустрічі з провідними науковцями університету тощо. З відкриттям палацу «Академічний» пожвавилася гурткова робота зі студентами, які мають творчі здібності та музичні уподобання. Зокрема, створена театральна студія, команда КВК, вокальна студія тощо. Всі державні свята в університеті відмічаються за календарем, організовуються концерти, обрядові свята та ін. Нині палац «Академічний» — один з найкращих культурно-мистецьких центрів м. Чернівці, обладнаний сучасним сценічним устаткуванням — освітленням і радіофікацією. Його сцена оснащена всім необхідним для показу вистав, проведення концертів, конференцій, лекцій та громадських заходів.
При палаці «Академічний» діє Народний аматорський ансамбль пісні і танцю «Трембіта», який бере участь в концертах, фестивалях університету та краю; бере участь в концертах для учасників науково-методичних конференцій, які проводяться на базі університету; організовує та проводить різдвяні колядки; ансамбль брав участь у Всеукраїнському фестивалі-конкурсі народної хореографії імені Павла Вірського. При палаці «Академічний» щороку проводиться мистецький тиждень — звіт колективів палацу, зокрема, концерт Народного аматорського Ансамблю пісні і танцю «Трембіта», вечір поезії «Поезія, пусти мене в свій храм», концерт сучасної пісні та танцю, вистава «Веселі сценки з нашого життя», вечір інструментальної музики, концерт оперної та класичної музики.
Щороку відбуваються тематичні культурно-мистецькі свята: День фармацевтичного працівника, Бал знайомств, День працівників освіти, Дні факультету, День студента, Зустріч Нового року (Новорічний ранок для дітей співробітників, студентський вечір, вечір для співробітників), Різдвяні колядки, День св. Валентина, Міжнародний день прав жінок та миру, Бенефіс шостого курсу, День медичного працівника. Студенти-вокалісти та члени команд КВК беруть участь у організації зустрічі з випускниками різних років, обласних та міських заходах.

## Цікаві факти
Саме тут Володимир Івасюк написав свою легендарну ''Червону Руту'' у 1970 році.

## Відомі випускники та працівники університету
Становлення і розвиток БДМУ пов'язані з іменами відомих вчених та організаторів. Випускники БДМУ успішно реалізовують себе в медичній, фармацевтичній, економічній, освітній, науковій, соціальній та культурній сферах діяльності. БДМУ пишається своїми випускниками, чимало з яких досягли значних вершин у професійному та громадському житті. Серед випускників і тих хто працював в навчальному закладі в різні роки є чимало відомих державних та громадських діячів, митців:
- Братусь Василь Дмитрович
- Волянський Юрій Леонідович
- Гайко Георгій Васильович — академік НАМН України (обрано 23.05.2012) [Архівовано 31 серпня 2014 у Wayback Machine.], директор ДУ «Інститут травматології й ортопедії».
- Гусак Володимир Корнійович
- Дашкевич Валентина Євдокимівна — акушер-гінеколог, педагог, доктор медичних наук.
- Ельгісер Йосип — піаніст, композитор, лауреат Золотої медалі ЮНЕСКО і звання «Золоте ім'я світової культури»
- Івасюк Володимир Михайлович
- Кац Семен Абрамович
- Кланца Андрій Іванович
- Ковтуняк Микола Артемович — науковець-біохімік, педагог, доктор медичних наук, завідувач кафедр біологічної хімії та медичної хімії.
- Копитман Марк Рувімович
- Павлішен Юрій Іванович
- Панасюк Олексій Варфоломійович
- Сандуляк Леонтій Іванович
- Спіженко Юрій Прокопович
- Тимчук Іван Дмитрович
- Ткач Михайло Миколайович
- Флаксемберг Аркадій Семенович
- Ходоровський Георгій Іванович
- Заболотний Д.І — академік НАМН України, директор ДУ «Інститут отоларингології ім. О. С. Коломийченка».
- Зербіно Д.Д. — академік НАМН України і чл.-кор. НАН України, директор Інституту клінічної патології.
- Проданчук Микола Георгійович — чл.-кор. НАМН України, директор ДУ «Інститут екогігієни і токсикології імені Л. І. Медведя».

## Рейтинг
За підсумками рейтингової оцінки (Вебометричний рейтинг університетів світу) всіх видів діяльності університет постійно посідає провідні місця серед вищих медичних навчальних закладів України. У 2018 році у національному рейтингу вищих навчальних закладів України «ТОП-200» університет посів 7 місце серед вищих медичних навчальних закладів; у міжнародному рейтингу «WEBOMETRICS» університет є 2-им серед медичних вищих навчальних закладів України; університетський репозиторій займає 744 сходинку у світовому рейтингу «Ranking Web of Repositories» та 1-шу сходинку серед вищих медичних навчальних закладів України; за показниками наукометричної бази даних Scopus у 2018 році університет посів 38-е місце серед усіх ВНЗ України та 7-ме серед медичних.

## Електронний журнал успішності
З 29 січня 2014 року в Буковинському державному медичному університеті впроваджено в роботу Електронний журнал успішності. Період апробації пройшов успішно та з 1 вересня 2014 року дані про успішність доступні усім студентам університету за адресою ez.bsmu.edu.ua [Архівовано 26 березня 2020 у Wayback Machine.]
Програмне забезпечення Електронного журналу успішності включає в себе модуль викладача (внесення поточних оцінок, внесення результатів індивідуальної самостійної роботи, внесення результатів модульного контролю, аналітика по академічним групам, автоматизовані щомісячні звіти успішності), модуль відпрацювання пропущених або незарахованих занять для викладача, модуль деканату (з широкими набором аналітичних інструментів), модуль ректорату, модуль студента (з можливістю перегляду результатів поточної успішності, перегляду результатів модульного контролю, перегляду рейнтингу у групі в цілому та по вибраній дисципліні, відображення статистики успішності, пропущених та незарахованих занять за вибраний місяць, перегляд графіку консультацій та відробіток з вибраної дисципліни).

## Виноски
1. ↑  Directory of Open Access Journals — 2003.
2. ↑  https://eua.eu/about/member-directory.html
3. ↑  https://web.archive.org/web/20231020113811/https://orcid.org/members
4. ↑  Moodle [Архівовано 3 липня 2011 у Wayback Machine.]
5. ↑  Інтелектуальні фонди БДМУ [Архівовано 28 січня 2012 у Wayback Machine.]
6. ↑  Розпорядження КМУ від 02.03.2005 р. № 46-р та наказу МОЗ України від 15.03.2005 р. № 110 «Про реорганізацію Буковинської державної медичної академії»
7. ↑  Розпорядження КМУ від 04.04.1997 р. № 312 «Про створення Буковинської державної медичної академії». Архів оригіналу за 02.02.2014. Процитовано 19.04.2012. [Архівовано 2014-02-02 у Wayback Machine.]
8. ↑  Сайт ГУОЗ Чернівецької ОДА. Архів оригіналу за 16 квітня 2022. Процитовано 30 травня 2022.
9. ↑  Сайт міського управління охорони здоров'я. Архів оригіналу за 13 вересня 2017. Процитовано 25 травня 2019.